# 僕らは恋がヘタすぎる
『僕らは恋がヘタすぎる』（ぼくらはこいがヘタすぎる、英語: We are too bad at love）は、橘えいこによる日本の漫画。NTTソルマーレが運営する電子書籍配信サイト『コミックシーモア』内の少女漫画雑誌「恋するソワレ」（シーモアコミックス）にて2019年5月18日から2022年3月19日まで連載された。
同サイトでのダウンロード数は1200万を突破しており、2020年9月18日からは紙製の単行本が発売されている。
本作では恋愛がヘタすぎて大人になりきれない、性格や価値観が全く異なる男女5人がもがきながらも成長する姿を描く。
2020年10月から川島海荷と白洲迅のダブル主演でテレビドラマ化。

## 登場人物
藤原花〈25〉
コンビニエンスストアの商品開発部所属の社員。
人に嫌われたくないという思いが強いあまり、つい相手の表情を窺いながら気持ちを表に出すことができない。
成田洋介〈27〉
経営コンサルタント。
イケメンで親切、という申し分のない性格のようだが、愛想が悪く、思ったことをはっきり言うために周りの評判はあまり良くない。

## 書誌情報
- 橘えいこ 『僕らは恋がヘタすぎる』 ハーパーコリンズ・ジャパン〈プティルコミックス〉、全7巻
  1. 2020年9月18日発売、ISBN 978-4596591555
  2. 2020年9月18日発売、ISBN 978-4596591562
  3. 2020年12月25日発売、ISBN 978-4596414823
  4. 2021年4月16日発売、ISBN 978-4596414885
  5. 2021年10月15日発売、ISBN 978-4596013385
  6. 2022年2月16日発売、ISBN 978-4596317087
  7. 2022年6月15日発売、ISBN 978-4596706782

## テレビドラマ
朝日放送テレビが新設した深夜ドラマ枠「ドラマ+」枠で、2020年10月25日から12月6日まで、毎週日曜日の23時55分 - 翌月曜日0時25分に放送。なお、テレビ神奈川では同年10月27日から12月8日まで、毎週火曜日の23時00分 - 23時30分に放送した。主演は川島海荷と白洲迅。　

### キャスト
- 藤原花〈24〉 - 川島海荷
- 成田洋介〈28〉 - 白洲迅
- 一之瀬歩 - 塩野瑛久[5]
- 片山みずき - 浅川梨奈[5]
- 一之瀬奏多 - 嶋崎斗亜（Lil かんさい / 関西ジャニーズJr.）[5]（幼少期：吉田奏佑）
- 浜野由梨 - 野呂佳代[5]
- サエ - 大場美奈（SKE48）[5]

### スタッフ
- 原作 - 橘えいこ 『僕らは恋がヘタすぎる』（ソルマーレ編集部 『恋するソワレ』連載中）
- 脚本 - 福谷圭祐、内田裕基
- 演出 - 小野浩司、坂本栄隆
- 音楽 - 遠藤浩二
- 主題歌 - 阿部真央「Be My Love」（ポニーキャニオン）[6]
- チーフプロデューサー - 山崎宏太（ABCテレビ）
- プロデューサー - 中田陽子（ABCテレビ）、森一季（MMJ）、村山太郎（MMJ）
- 制作協力 - MMJ
- 制作著作 - 朝日放送グループホールディングス、朝日放送テレビ

### 放送日程
- 放送日は制作局・朝日放送テレビ基準。

| 各話   | 放送日   | サブタイトル                               | 配信時サブタイトル                                        | ラテ欄                            | 脚本     | 演出     |
| ------ | -------- | ------------------------------------------ | --------------------------------------------------------- | --------------------------------- | -------- | -------- |
| 第1話  | 10月25日 | ちょっとエッチな オトナの恋物語がスタート! | 川島海荷×白洲迅♡ ちょっとHな恋がヘタすぎるオトナの恋模様! | ちょっとHな恋模様                 | 福谷圭祐 | 小野浩司 |
| 第2話  | 11月02日 | 「親友」を陥れる 小悪魔のトラップ発動!     | 小悪魔のトラップ! 親友を陥れる裏切りのキス                | 小悪魔のトラップ                  | 福谷圭祐 | 坂本栄隆 |
| 第3話  | 11月08日 | 小悪魔の策略成功… すれ違いに大爆発!        | 悪女の罠にハマる4人…! 謎の美少年登場!                     | 悪魔の策略 謎の美少年も登場!      | 福谷圭祐 | 坂本栄隆 |
| 第4話  | 11月15日 | “元”親友とガチバトル! 元カノも登場         | 対決! ”元”親友とガチバトル! ワケアリ元カノも登場          | 元親友とバトル! 訳アリ元カノも    | 福谷圭祐 | 坂本栄隆 |
| 第5話  | 11月22日 | サプライズ誕生日パーティーで 大混乱!       | 嵐の誕生会! まさかの恋敵登場で大波乱!                     | 誕生パーティーで大波乱            | 内田裕基 | 坂本栄隆 |
| 第6話  | 11月29日 | 塩野瑛久&嶋﨑斗亜 美兄弟がついに!          | ついに結ばれる花と成田♡ 一方、美兄弟たちは…!              | ついに結ばれる恋人たち 美兄弟     | 内田裕基 | 坂本栄隆 |
| 最終話 | 12月06日 | 不器用すぎる男女のヘタキュンラブ閉幕!      | 不器用すぎる男女のヘタキュンラブ閉幕!                     | 不器用な男女のヘタキュンラブ閉幕! | 福谷圭祐 | 小野浩司 |

- 第2話は『キャストSP』大阪都構想住民投票開票速報の特番編成のため、30分繰り下げの翌2日0:25 - 0:55に変更。

| 朝日放送テレビ ドラマ+                                                     | 朝日放送テレビ ドラマ+                            | 朝日放送テレビ ドラマ+                                |
| 前番組                                                                     | 番組名                                            | 次番組                                                |
| -------------------------------------------------------------------------- | ------------------------------------------------- | ----------------------------------------------------- |
| 枠設立前につき無し                                                         | 僕らは恋がヘタすぎる （2020年10月25日 - 12月6日） | ミヤコが京都にやって来た! （2021年1月10日 - 2月14日） |
| 朝日放送テレビ 日曜23:55 - 翌0:25                                          |                                                   |                                                       |
| やべっちFC 〜日本サッカー応援宣言〜 【ここまでテレビ朝日制作同時ネット枠】 | 僕らは恋がヘタすぎる 【ここから自社制作ドラマ枠】 | ミヤコが京都にやって来た!                             |